# Brephodrillia perfectus
Brephodrillia perfectus é uma espécie de gastrópode do gênero Brephodrillia, pertencente a família Drilliidae.